# Ulica Okopowa w Gdańsku
Ulica Okopowa w Gdańsku – ważna ulica w gdańskiej dzielnicy Śródmieście. Dzieli się na dwie części - północną (ok. 250 m) oraz południową (ok. 560 m). Na obu odcinkach ul. Okopowa przebiega niemal południkowo. Bierze początek w pobliżu Bramy Wyżynnej.

## Odcinek południowy

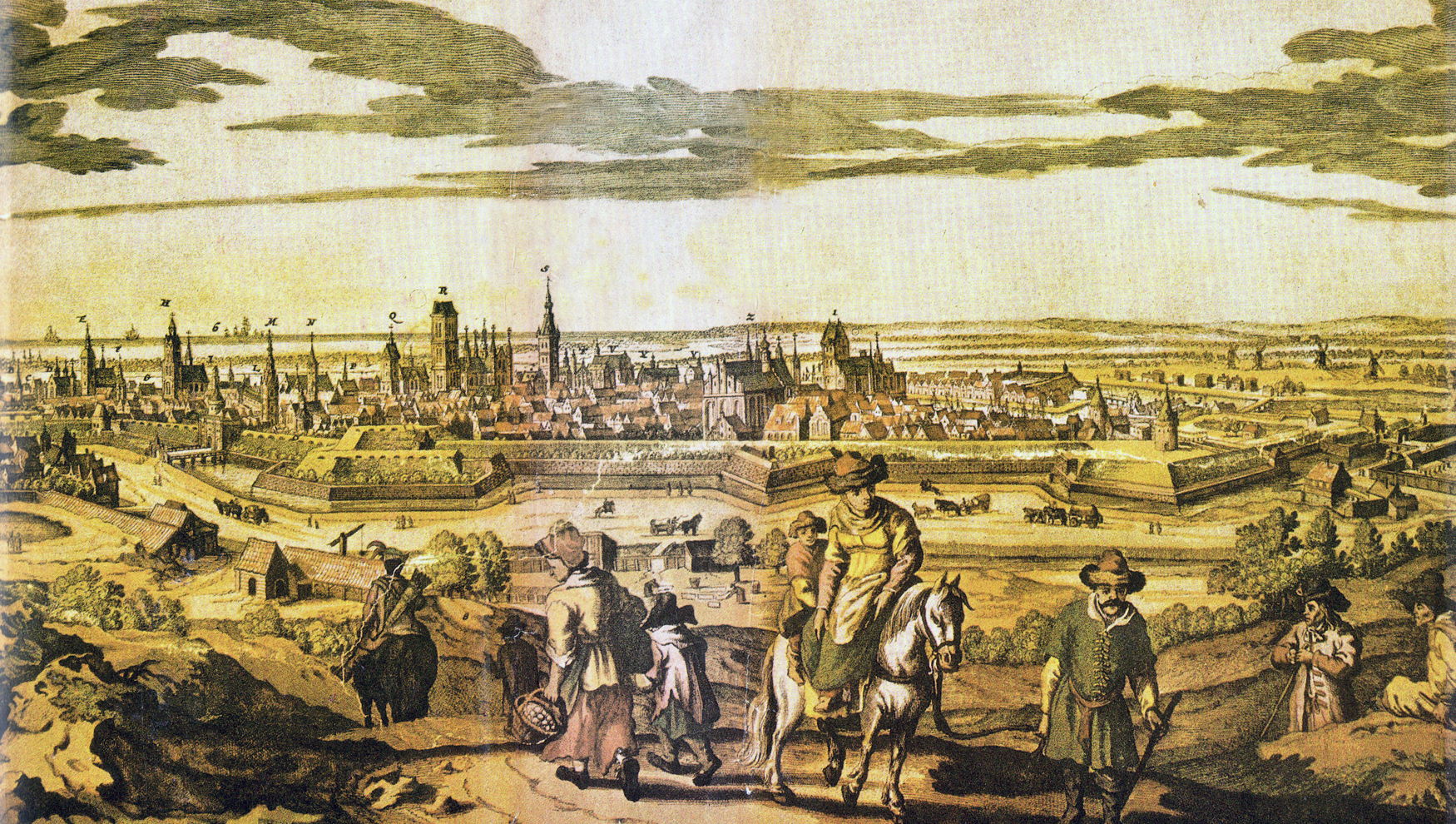
Gdańsk, ok. 1700 - fosa i wał obronny miasta w miejscu dzisiejszej ul. Okopowej

W pobliżu placu Wałowego ul. Okopowa prowadzi od ulic: Dolna Brama, Pod Zrębem, J. Augustyńskiego, Żabi Kruk i Rzeźnickiej. Przy tym odcinku znajdują się zabudowania osiedla Stare Przedmieście, siedziba Urzędu Marszałkowskiego Województwa Pomorskiego oraz Urząd Wojewódzki. Część południowa ul. Okopowej kończy się dużym skrzyżowaniem z Traktem św. Wojciecha.

## Odcinek północny
Stanowi fragment drogi krajowej nr 91. Tworzy węzeł drogowy, zwany Węzłem Unii Europejskiej, z drogą wojewódzką 501 przebiegając pod nią tunelem i dzieląc ją na al. Armii Krajowej oraz Podwale Przedmiejskie. Po wyjeździe z tunelu, ul. Okopowa przechodzi w ul. Wały Jagiellońskie na wysokości przejścia podziemnego łączącego Targ Węglowy z Targiem Siennym.

## Historia

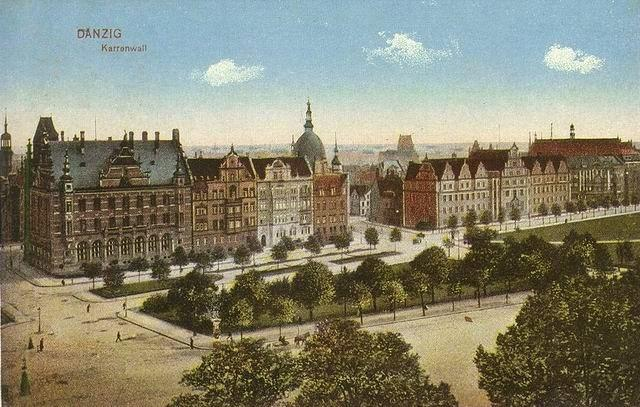
Karrenwall, ok. 1905

Szeroka ulica, zabudowana reprezentacyjnymi gmachami, powstała według projektu niemieckiego urbanisty Jacoba Stübbena. Północna część nosiła nazwę Karrenwall (Wał Karowy), południowa Wiebenwall (Wał Wijbego). Ulice zostały utworzone na miejscu zlikwidowanych na przełomie XIX i XX wieku wałów i bastionów, fragmentu umocnień nowożytnych Gdańska. Usunięcie fortyfikacji skutkowało pojawieniem się nowych, atrakcyjnych inwestycyjnie terenów, położonych bezpośrednio przy centrum miasta. Okopowa powstała z połączenia po II wojnie światowej ulic Karrenwall i Wiebenwall. Do 1927 r. na południowym krańcu dzisiejszej ulicy Okopowej istniała Brama Oruńska.

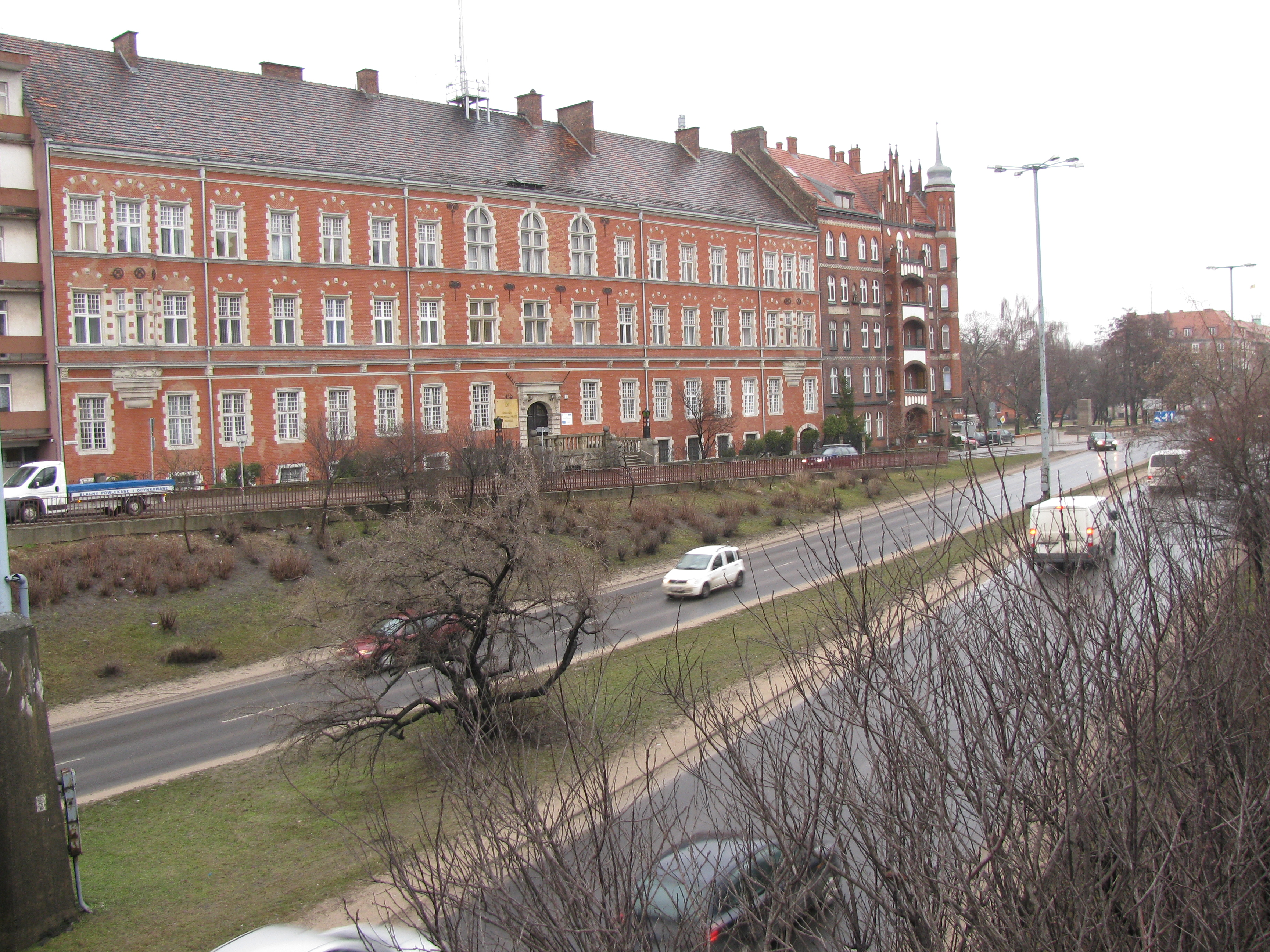
Część środkowa ul. Okopowej

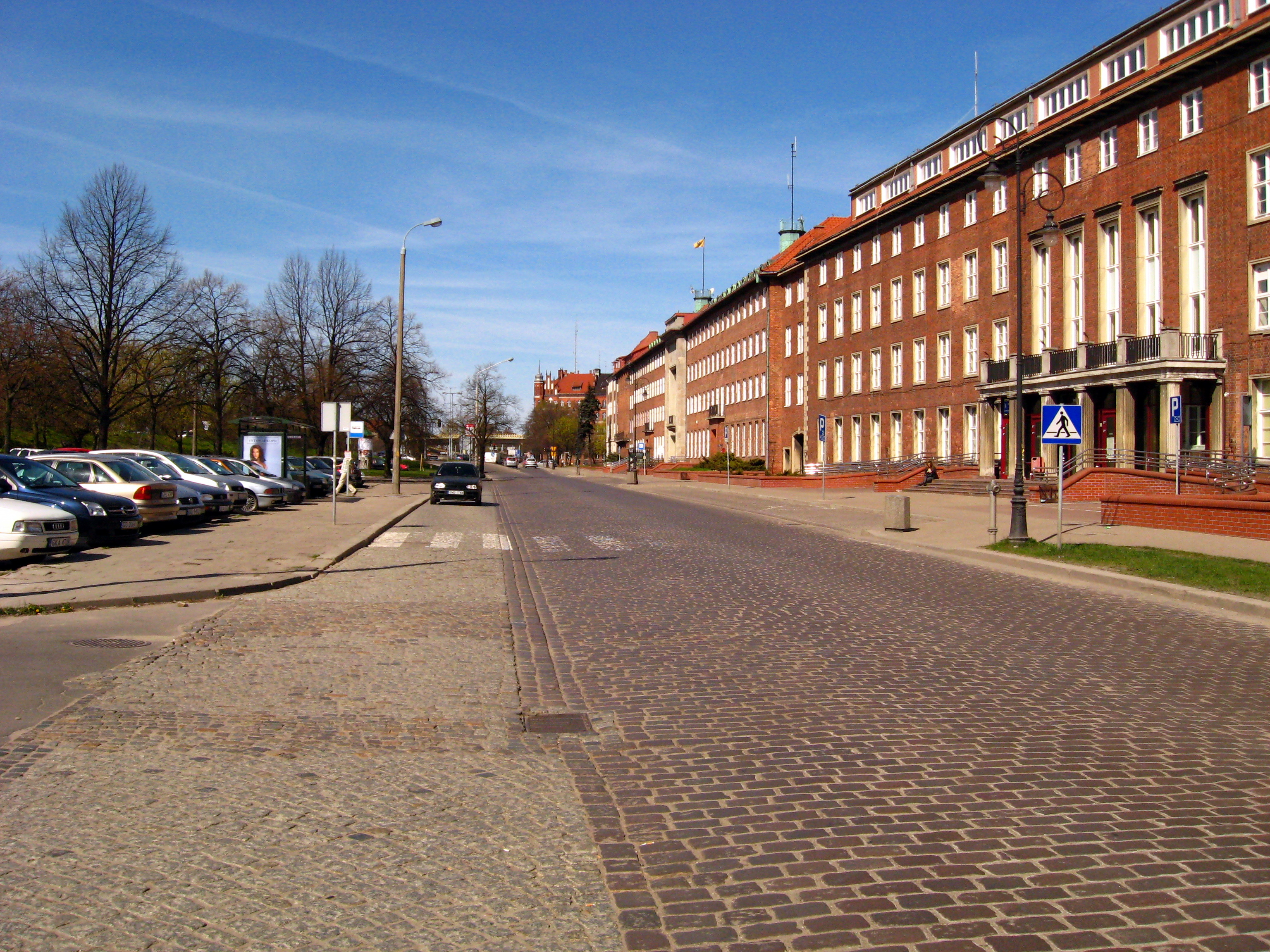
Część południowa ul. Okopowej, z prawej strony siedziba Urzędu Wojewódzkiego oraz Urzędu Marszałkowskiego w Gdańsku

W okolicy Bramy Wyżynnej został założony ogród botaniczny. W latach 1902-03 zostały zbudowane kamienice Okopowa 17 i 17A, w 1905 kamienica Okopowa 3. W latach 1902-1905 powstał budynek Królewskiego Prezydium Policji (Okopowa 9), który zaprojektował Alfred Muttray. Ozdobiony pruskim orłem nad wejściem budynek został oddany do użytku 6 maja 1905 i mieścił wszystkie wydziały policji, a także areszt śledczy. W 1906 został oddany gmach Banku Rzeszy (Okopowa 1). W 1933 stanął pomnik-fontanna grenadierów. W 1936 został ukończony gmach dla Die Deutsche Arbeitsfront, niemieckiego związku zawodowego (obecnie mieści się w nim urząd wojewódzki).
W 1975 powstała estakada i Węzeł Unii Europejskiej.